# 前578年
| 千纪： | 前1千纪 |
| 世纪： | 前7世纪 \| 前6世纪 \| 前5世纪 |
| 年代： | 前600年代 \| 前590年代 \| 前580年代 \| 前570年代 \| 前560年代 \| 前550年代 \| 前540年代 |
| 年份： | 前583年 \| 前582年 \| 前581年 \| 前580年 \| 前579年 \| 前578年 \| 前577年 \| 前576年 \| 前575年 \| 前574年 \| 前573年                                                                          |
| 纪年： | 周简王八年 魯成公十三年 齐灵公四年 晋厉公三年 秦桓公二十六年 宋共公十一年 楚共王十三年 衛定公十一年 陈成公二十一年 蔡景侯十四年 曹宣公十七年 郑成公七年 燕昭公九年 吴王寿梦八年 杞桓公五十九年 |

## 大事記
- 麻隧之戰，秦國與晉國為首的諸侯聯軍在麻隧（今陝西省涇陽縣北）展開激戰，秦軍大敗，秦將成差及不更女父被俘。
- 塞爾維烏斯·圖利烏斯即位，為羅馬王政時代的第六任君主。

## 出生
- 晏嬰